# Holovkî (Nesterenkî), Poltava
Holovkî (în ucraineană Головки) este un sat în comuna Nesterenkî din raionul Poltava, regiunea Poltava, Ucraina.

## Demografie
Componența lingvistică a localității Holovkî
     Ucraineană (100%)
Conform recensământului din 2001, toată populația localității Holovkî era vorbitoare de ucraineană (100%).